# Frau mit Lilien im Treibhaus
Das Gemälde Frau mit Lilien im Treibhaus wurde 1911 von Lovis Corinth mit Öl auf Leinwand gemalt und ist 89 × 63 cm groß. Der Werkkatalog verzeichnet es unter der Nummer 466. Das Bild entstand in Berlin und zeigt die Frau des Malers zwischen Blumen, darunter deutlich erkennbar die titelgebenden weißen Lilien. Es wird dem deutschen Impressionismus zugeordnet.
Das Gemälde wurde erstmals 1913 in der Berliner Secession ausgestellt (als Nr. 183), sowie posthum 1926 in der Nationalgalerie, diesmal unter dem Titel Mädchen unter Blumen (Nr. 199). Im selben Jahr war es anlässlich der Jubiläumsausstellung „100 Jahre Kasseler Akademie“ (Nr. 37), sowie im Jahr 1927 in der Gedächtnisausstellung für Corinth, die von Januar bis März vom Sächsischen Kunstverein in Dresden veranstaltet wurde, zu sehen. Diesmal war der Titel Blütenrausch.    

## Geschichte
Lovis Corinths Gemälde Frau mit Lilien im Treibhaus gehörte ursprünglich zur Sammlung Steinbarth in Berlin-Großlichterfelde (seit 1912). Danach erwarb der jüdische Kaufmann und Kunstsammler Otto Ollendorf aus Breslau das Gemälde. Infolge der Machtergreifung der Nationalsozialisten und der darauffolgenden Repressalien für die jüdische Bevölkerung beging Ollendorf am 8. Mai 1939 Suizid. Seiner Witwe Meta Ollendorf, geborene Conizer, und den beiden gemeinsamen Kindern gelang die Flucht nach Nordamerika. 
Das Corinth-Gemälde wurde 1939 jedoch von der Gestapo aus dem Reisegepäck der auswandernden Familie ausgesondert. Die Breslauer Kunsthandlung Wenzel, die in solchen Aufgaben Erfahrung hatte, vermittelte das nun "arisierte" Gemälde über das Schlesische Museum der bildenden Künste Breslau an die Städtischen Kunstsammlungen Görlitz. Als Verkäuferin des Bildes mit dem Titel Frau am Fenster erschien dabei Frau Ollendorf Breslau, der Preis war mit 1000 Reichsmark angegeben.
Die Erben stellten im September 1990 bei der Görlitzer Stadtverwaltung einen Antrag auf Rückübertragung des Bildes entsprechend dem Vermögensgesetz vom 3. Oktober 1990. Der Fall wurde dem Sächsischen Landesamt zur Regelung offener Vermögensfragen in Dresden übergeben. Darauf wurde erst 1995 mit zielgerichteten Recherchen in Görlitz begonnen. 1998 kam es im Resultat zu einem konkreten Verwaltungsverfahren mit einem Bescheid, der besagte, dass den Ollendorf-Erben ein berechtigter Anspruch auf Rückübertragung des Eigentums an dem enteigneten Gemälde zustehe. Das Gemälde wurde 1998 restituiert.

## Nachweise
1. ↑  Berend-Corinth (1958), S. 114
2. ↑  Lothar Brauner: Malerei der deutschen Impressionisten. Ausstellungskatalog, Staatliche Museen zu Berlin, National-Galerie, Berlin 1976. S. 38
3. ↑  Gunnar Schnabel, Monika Tatzkow: Nazi Looted Art. Handbuch. Kunstrestitution weltweit. Proprietas-Verlag, Berlin 2007. ISBN 3-00-019368-5. S. 369 ff.